# Endymion (Mythologie)

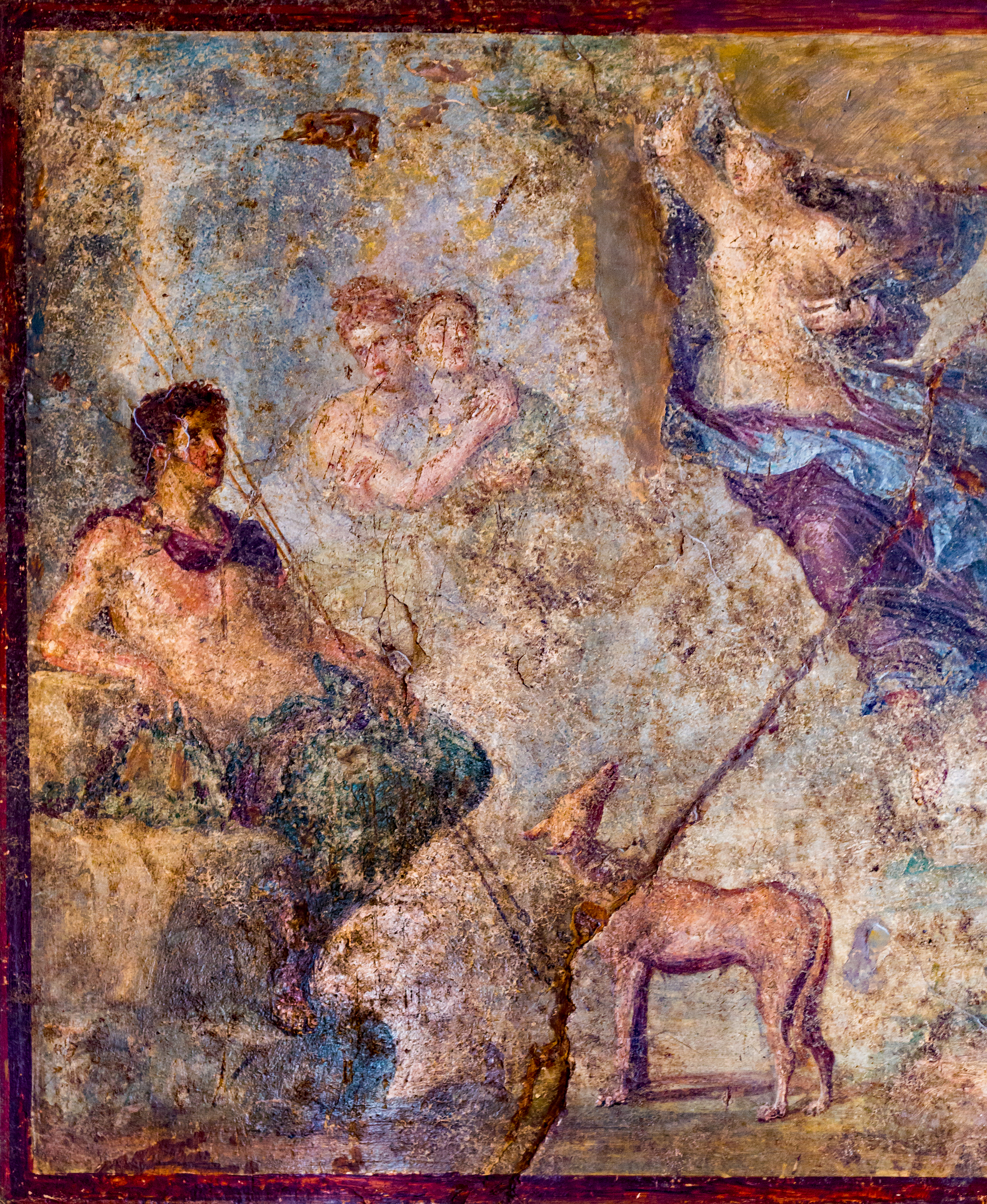
Selene und Endymion. Antikes Fresko aus Pompeji.

Endymion (altgriechisch Ἐνδυμίων Endymíōn) ist in der griechischen Mythologie der schöne und ewig jugendliche Liebhaber der Mondgöttin Selene, die später mit Artemis (römisch Diana) gleichgesetzt wurde.

## Mythos
Endymion ist ein schöner Hirte, Jäger oder Astronom in Karien (Kleinasien) oder der König von Elis auf der Peloponnes. Seine Eltern sind Aethlios (nach einigen Quellen auch Zeus) und Kalyke.
Selene verliebt sich in Endymion. Sie versetzt ihn in eine Höhle auf dem Berg Latmos in Karien. Dort lässt sie ihn mit der Hilfe von Zeus in ewigen Schlaf sinken, um ihn vor dem Tod zu bewahren und ihm dadurch ewige Jugend zu schenken. Jede Nacht kommt sie zu ihm in die Höhle und zeugt mit ihm insgesamt fünfzig Töchter. Nachkommen von Endymion als König von Elis sind die Söhne Aitolos, Paion und Epeios sowie eine Tochter namens Eurykyda. Um seinen Nachfolger für den Thron von Elis zu bestimmen, lässt er seine drei Söhne ein Wettrennen bestreiten, aus dem Epeios als Sieger hervorgeht.

## Deutung
Dass Selene mit Endymion fünfzig Töchter bekommt, deutet darauf hin, dass sie ihre eigenen Mondpriesterinnen gebiert, die in einer Gemeinschaft von fünfzig Jungfrauen auftreten. Dies entspricht der Anzahl der Monate eines halben „Großen Jahres“, das acht Sonnenjahre umfasste.

## Heiligtum
In Herakleia am Latmos, als dessen Begründer Endymion gilt, wurde ihm ein Heiligtum gewidmet. Seine halbrunde Form mit fünf vorgestellten Säulen ist in der antiken Architektur einzigartig.

## Darstellung

### Bildende Kunst
Darstellungen von Selene und Endymion finden sich bereits in der Antike auf attischen, rotfigurigen Vasen, der schlafende Endymion aber nur auf etruskischen und italienischen Denkmälern. Außerordentlich häufig ist Endymion auf römischen Sarkophagen und Wandgemälden dargestellt, seltener auf Mosaiken, meist liegend, selten sitzend.

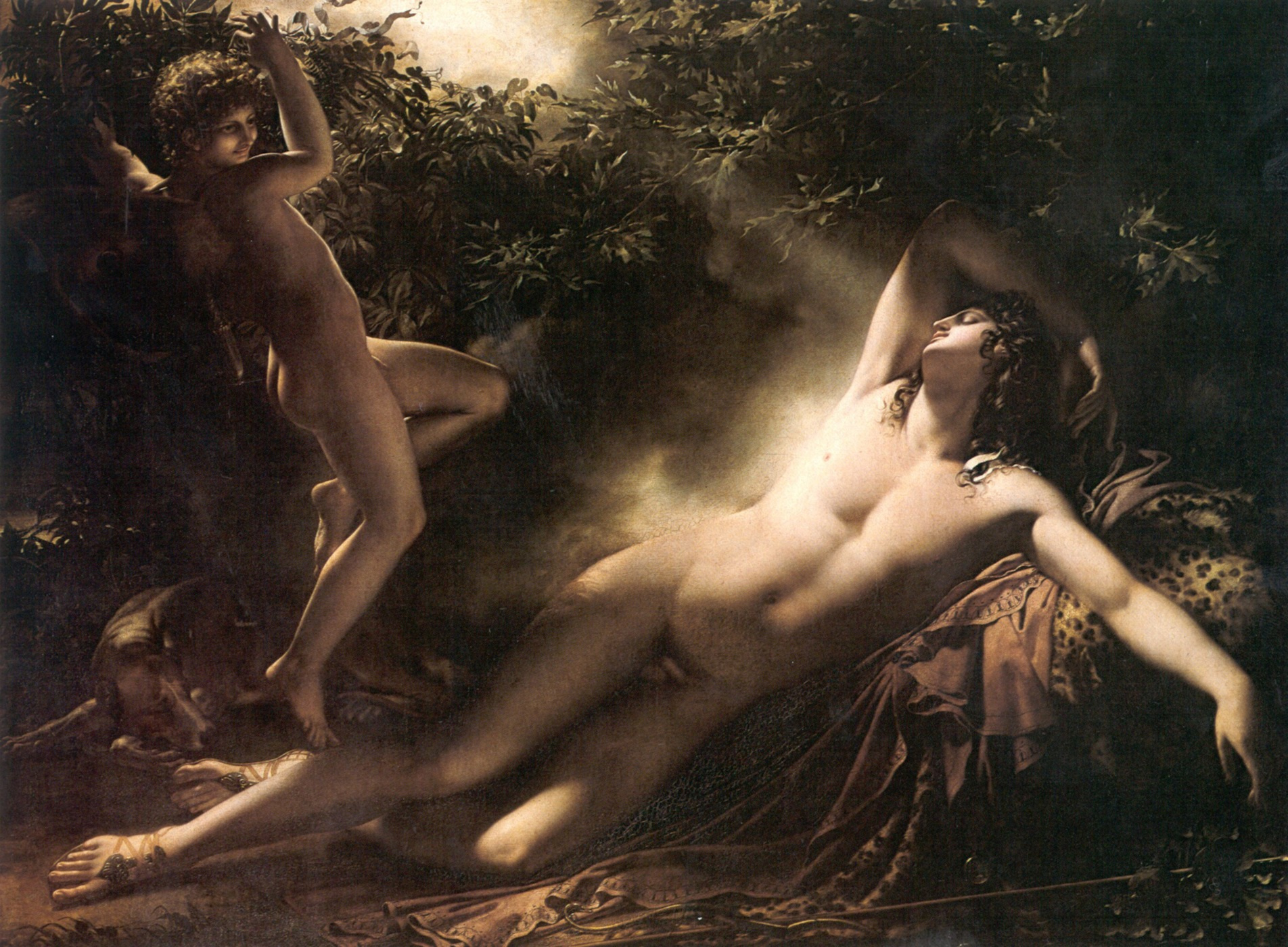
Der schlafende Endymion
(Anne-Louis Girodet-Trioson, Louvre)

- Diana und Endymion (um 1701) von Francesco Solimena[13]
- Diana und Endymion (1779) Johann Georg Schütz
- Der schlafende Endymion (um 1791) von Anne-Louis Girodet-Trioson
- Annibale Carracci, Farnesina, um 1600
- Luca Giordano, Endymion, spätes 17. Jahrhundert
- Nicolas Poussin, Diana und Endymion, um 1630
- Jean-Honoré Fragonard, Diana und Endymion, 1755/56
- Nicolas Guy Brenet (1728–1792), Schlafender Endymion (im Worcester Art Museum)
- George Frederic Watts (1817–1904), Endymion, 1872

### Musik
- Die Oper La Calisto (1651) von Francesco Cavalli kombiniert die Mythen von Kallisto und Endymion, wobei sich die Hauptfiguren nie auf der Bühne begegnen.
- Das Opernlibretto Endimione (1721), vertont u. a. 1772 von Johann Christian Bach, zeigt eine erotische Dreiecksgeschichte zwischen Diana, Nice und Endimione, listig gelenkt durch das verwegene Wirken Amors.
- Nicolas Bernier komponierte zu diesem Stoff die Kantate Diane et Endymion, welche u. a. im zweiten Band (Second Livre) seiner Cantates Françaises ou musique de chambre veröffentlicht ist. Das Libretto dazu stammt von Louis Fuzelier.

### Trivia
- In der Anime-Serie Sailor Moon wird Endymion als der Prinz der Erde dargestellt, der mit der Prinzessin des Mondes eine Beziehung hat.

### Benennung
- Der Mondkrater Endymion und der Asteroid (342) Endymion sind nach ihm benannt.
- Der deutsche Entomologe Volker Puthz benannte den Kurzflügelkäfer Dianous endymion aus China nach ihm.[14]

## Belege
1. ↑  Theokrit, Idyll 20,37–38
2. ↑  Lukian, Theon dialogoi 11,1
3. ↑  Plinius, Naturalis historia 2,43
4. ↑  Ovid, Heroides 18,61–65
5. ↑  König von Elis: Pausanias, Beschreibung Griechenlands 5,1,3–4; Bibliotheke des Apollodor 1,7,5–6
6. ↑  Hyginus Mythographus, Fabulae 271
7. ↑  Vgl. Bibliotheke des Apollodor 1,7,5
8. ↑  Eine ausführliche Diskussion aller mytho-poetischen Quellen findet sich bei Andreas Leopold Hofbauer: Das Haus mit den lachenden Fenstern. In: HER. (gem. mit René Luckhardt), Wien 2015, ISBN 978-3-9503749-8-8.
9. ↑  Pausanias 5,1,4
10. ↑  Anneliese Peschlow-Bindokat: Herakleia am Latmos. Stadt und Umgebung. Homer Kitabevi, Istanbul 2005, ISBN 975-8293-72-9, S. 118–119.
11. ↑  Albert Distelrath: Siedeln und Wohnen in einer Ruinenstätte. Ein denkmalpflegerisches Konzept für Herakleia am Latmos. Ege Yayınları, Istanbul 2011, ISBN 978-605-5607-64-7, S. 29–30.
12. ↑  Art. Endymion. In: Lexikon der Alten Welt, Bd. 1 (1990), Sp. 811.
13. ↑  Solimena: Diana und Endymion
14. ↑  Dianous endymion - Wikispecies. Abgerufen am 16. Oktober 2023 (englisch).